# Ska jazz
El Ska Jazz es un género musical caracterizado por la fusión melódica del Jazz con el ritmo del Ska. Se le considera como la cuarta ola o etapa del ska, originada en Europa y Estados Unidos, y posteriormente en Asia y América Latina a partir de una reinvención del ska al retomar elementos sonoros e instrumentales de a etapa jamaicana y continuar con el proceso de fusión que se había desarrollado por las bandas de ska de la tercera ola.
Existe una fuerte discusión entre expertos en música jamaicana, académicos, medios de comunicación especializados en música y público en general acerca de la validez de una cuarta ola del ska, sin embargo resulta evidente una evolución y una mayor educación musical por parte de las bandas que hacen ska-jazz, lo cual representa la característica principal de esta etapa.

## Características
Entre las tendencias de inspiración jamaicana deudoras de la vinculación histórica del ska con la música afroamericana de mediados del siglo XX, han adquirido cierta presencia las fusiones de esta música con estilos pertenecientes a la familia del jazz. Es común en el repertorio de muchas bandas el empleo de recursos propios del jazz, tales como la inclusión de armonías complejas o los pasajes de improvisación instrumental. Por otro lado, algunas bandas han fundamentado su planteamiento estilístico en la mera fusión de ska con jazz.  
Es común en este contexto el empleo de etiquetas como «Ska-
jazz» o incluso «Jamaican-jazz».

## Origen e influencias del Ska-Jazz
El Ska-Jazz se comienza a gestar como una cuarta etapa en la evolución del ska a partir de la idea de tomar, por un lado, la música jamaicana como referencia estilística central para la elaboración de un ska más «auténtico» o «genuino» y, por otro lado, el hecho de que ha tomado forma la tendencia, por parte de algunos artistas, de imitar lo más fielmente posible el estilo clásico, buscando apegarse al sonido característico del ska de los años sesenta; cuando este género aún tenía elementos propios del jazz. 
La etiqueta de «ska-jazz» puede aludir a un estilo generado a partir de la propuesta de los clásicos de ska jamaicano (cuyos músicos procedían de orquestas de jazz y rhythm and blues), pero también a una adaptación del ritmo ska en contextos de jazz sin vinculación alguna con la historia de la música popular jamaicana. Es importante recordar la doble noción de «ska»:como género y como recurso sonoro integrado en otros géneros musicales.
Aunque grupos como The Skatalites fueron pioneros en el desarrollaron este estilo, con el tiempo se perdió parte de esta influencia, pero actualmente se ha convertido en una tendencia muy fuerte en la que se busca rescatar el sonido del ska clásico. Una de las influencias más tempranas y centrales de este género en la escena internacional ha sido la New York Ska-Jazz Ensemble, formada 
en 1994.

## Agrupaciones Destacadas
- The Skatalites
- Ernest Ranglin
- Jazz Jamaica
- New York Ska Jazz Ensemble
- Quito Ska Jazz
- Tokyo Ska Paradise Orchestra
- Kingston Rudieska
- Rotterdam Ska-Jazz Fundation
- Los Guanábana
- The Oldians
- Vieja Skina
- La Big Landin Orquesta
- Satélite Kingston
- Dancing Mood
- Mr Pc Ska Jazz
- St Petersburg Ska-Jazz Review
- Orquestra Brasileira de Música Jamaicana
- Ska Cubano
- Amusic Skazz Band
- Melbourne Ska Orchestra
- Panonnia Allstars Ska Orchestra
- Lollypop Lorry
- Nancy Ska Jazz Orchestra
- Ska-J
- Cool Wise Men
- Sao Paulo Ska Jazz
- Prague Ska Conspiracy
- Tsuyoshi Kawakami & His Moodmakers
- Don Khumalo
- Rico Rodriguez
- Ska Jazz Messengers
- 5ta Avenida Ska Jazz
- La Ruda Marga

- Datos: Q183016